# Mariánské Lázně
Mariánské Lázně (phát âm tiếng Séc: [ˈmarɪjaːnskɛː ˈlaːzɲɛ]; tiếng Đức: Marienbad) là một thị trấn spa nằm ở huyện Cheb, vùng Karlovarský, Cộng hòa Séc. Thị trấn này có khoảng 13.000 cư dân. Hầu hết các tòa nhà của nó đều có từ "Kỷ nguyên vàng" vào nửa sau thế kỷ 19, khi nhiều người nổi tiếng và các nhà cai trị hàng đầu của châu Âu đến để tận hưởng các suối carbon dioxide để chữa bệnh. Trung tâm thị trấn với cảnh quan văn hóa spa được bảo tồn tốt và được pháp luật bảo vệ như một khu bảo tồn di tích đô thị. Năm 2021, thị trấn trở thành một phần của Di sản thế giới được UNESCO công nhận với tên gọi "Các thị trấn Spa lớn của châu Âu" vì có suối nước và kiến trúc chứng tỏ sự phổ biến của các thị trấn spa ở châu Âu trong suốt thế kỷ 18 đến 20.

## Lịch sử
Những cư dân Đức đã được các nhà cai trị Bohemia dưới Vương tộc Přemysl kêu gọi đến đây vào thế kỷ 12. Mặc dù bản thân thị trấn này có tuổi đời khoảng hơn 200 năm nhưng đây đã là khu định cư từ lâu hơn nhiều. Bản ghi chép đầu tiên có từ năm 1273, khi có một ngôi làng tên là Úšovice. Các con suối được nhắc đến trong một tài liệu có niên đại từ năm 1341 khi chúng được gọi là "các suối Auschowitzer" thuộc Tu viện Teplá. Nhờ những nỗ lực của Josef Nehr, bác sĩ của tu viện, người từ năm 1779 đến khi qua đời vào năm 1820 đã làm việc chăm chỉ để chứng minh các đặc tính chữa bệnh của suối nước, khi đó mới bắt đầu được sử dụng cho mục đích y học. Thị trấn hiện tại có tên là Marienbad vào năm 1808 và chính thức được công nhận là thị trấn vào năm 1868.
Vào đầu thế kỷ 20, khoảng một triệu chai nước khoáng đã được xuất khẩu đi từ thị trấn. Thị trấn spa hiện đại được thành lập bởi các trưởng tu viện của Teplá, cụ thể đó là Karl Kaspar Reitenberger, người cũng đã mua một số khu rừng xung quanh để bảo vệ chúng. Thung lũng đầm lầy hiếu khách đã được thay đổi thành một vùng nông thôn giống như một công viên với hàng cột, các tòa nhà Tân cổ điển và các đình lâu xung quanh suối.
Kỷ nguyên vàng của thị trấn bắt đầu từ năm 1870 đến năm 1914 khi nhiều khách sạn mới, hàng cột và các tòa nhà khác đã được xây mới hoặc tái thiết từ những ngôi nhà cũ. Năm 1872, thị trấn được kết nối bằng tuyến đường sắt với thị trấn Cheb, kết nối với toàn bộ Đế quốc Áo-Hung và phần còn lại của châu Âu.
Nó nhanh chóng trở thành một trong những thị trấn spa hàng đầu của châu Âu, với những nhân vật nổi tiếng và những nhà cai trị thường ghé tới như Johann Wolfgang Goethe, Frédéric Chopin, Thomas Edison, Richard Wagner, Friedrich của Sachsen, vua Edward VII của Vương quốc Anh, Sa hoàng Nikolai II của Nga, và Hoàng đế Franz Joseph I của Áo cùng nhiều người khác. Vào thời điểm đó, khoảng 20.000 du khách đến đây hàng năm. Nó cũng là một địa điểm nghỉ ngơi và nghỉ mát nổi tiếng cho các giáo sĩ Do Thái châu Âu và những người theo đạo Do Thái giáo Hasidim, đáp ứng nhu cầu bằng các nhà hàng phục vụ ăn kiêng, dịch vụ cầu nguyện tôn giáo.
Marienbad vẫn là một điểm đến nổi tiếng vào khoảng thời gian giữa hai Thế chiến thứ nhất và thứ hai. Sau Thế chiến thứ hai, người dân gốc Đức ở thị trấn đã bị cưỡng chế trục xuất theo thỏa thuận Potsdam, nên đa số dân cư ở đây phải rời bỏ thị trấn. Sau cuộc Đảo chính Tiệp Khắc năm 1948, nó bị phong tỏa và cấm hầu hết du khách nước ngoài. Sau khi nền dân chủ trở lại vào năm 1989, nhiều nỗ lực đã được thực hiện để đưa thị trấn về với những đặc điểm ban đầu của nó. Ngày nay nó là một thị trấn spa và một khu nghỉ mát nổi tiếng nhờ vị trí của nó giữa những ngọn núi xanh của rừng Slavkov và Thượng Palatine, các địa điểm thể thao và các thị trấn spa khác là Karlovy Vary (Carlsbad) hoặc Františkovy Lázně (Franzensbad).